# The Rolling Stones, Now!
The Rolling Stones, Now!, pubblicato il 13 febbraio 1965, è il terzo album in studio dei Rolling Stones pubblicato negli USA. Nel 2003 la rivista Rolling Stone l'ha inserito al 181º posto della sua lista dei 500 migliori album.

## Brani
Sebbene contenga due brani allora inediti e una versione alternativa di un brano già pubblicato, il resto sono brani già pubblicati nel Regno Unito oltre a un altro già pubblicato come singolo negli USA, Heart of Stone/What a Shame; quattro  brani sono scritti da Mick Jagger e Keith Richards mentre il resto sono cover di brani rock and roll e rhythm and blues.
Del brano Everybody Needs Somebody to Love per errore fu incisa sul disco una versione di prova di studio più corta, un po' più veloce e con dei cori, rispetto alla versione inglese che durava circa 5 minuti. Mona (I Need You Baby) era già stata pubblicata sul primo album inglese.

## Storia
Le canzoni furono registrate tra il 10 giugno e l'8 novembre 1964 presso lo studio Chess Records di Chicago e nello studio RCA Records a Hollywood, California, tranne il brano "Mona (I Need You Baby)", risalente a una sessione di registrazione del 3 e del 4 gennaio 1964 agli studi Regent Sound di Londra.

## Tracce
1. Everybody Needs Somebody to Love - 2:58 (Burke/Wexler/Russell)
2. Down Home Girl - 4:12 (Leiber/Butler)
3. You Can't Catch Me - 3:39 (Chuck Berry)
4. Heart of Stone - 2:49 (Jagger/Richards)
5. What a Shame - 3:05 (Jagger/Richards)
6. Mona (I Need You Baby) - 3:35 (Bo Diddley)
7. Down the Road Apiece - 2:55 (Don Raye)
8. Off the Hook - 2:34 (Jagger/Richards)
9. Pain in My Heart - 2:12 (Neville)
10. Oh Baby (We Got a Good Thing Goin') - 2:08 (B.Ozen)
11. Little Red Rooster - 3:05 (Dixon)
12. Surprise, Surprise - 2:31 (Jagger/Richards)

## Formazione
- Mick Jagger – voce, armonica a bocca, tamburello, percussioni
- Keith Richards – chitarra, cori
- Brian Jones – chitarra, slide guitar, tamburello, cori
- Bill Wyman – basso, cori
- Charlie Watts – batteria, percussioni

### Altri musicisti
- Ian Stewart – pianoforte
- Jack Nitzsche – pianoforte, tamburello